# Youth For Understanding
Youth For Understanding (YFU) – organizacja społeczna o światowym zasięgu, zajmująca się międzynarodową wymianą młodzieży dla rozwijania międzykulturowego zrozumienia. Organizacja powstała w roku 1951 w Michigan z inicjatywy dr Rachel Andersen.
Niedługo po zakończeniu II wojny światowej 75 niemieckich nastolatków zaproszono na roczny pobyt wśród rodzin amerykańskich. Od tamej pory organizacja znacznie się rozwinęła, obecnie w programie biorą udział 64 kraje, a wraz z YFU wyjechało już ponad 250 000 uczniów. Każdego roku na wymianę wyjeżdża ok. 4000 uczniów z całego świata.
Celem organizacji jest budowanie globalnej świadomości młodych ludzi i przygotowanie ich do podejmowania decyzji w zmieniającym się świecie, zacieranie stereotypów, a także tworzenie porozumienia między młodzieżą różnych narodowości. Ma to umożliwić młodzieży zdobycie doświadczenia, które otwierałoby im możliwości i perspektywy na przyszłość, uczyło samodzielności i tolerancji oraz byłoby przygodą.

Uczniowie, którzy decydują się na wymianę z YFU, uczęszczają przez rok do lokalnej szkoły za granicą i mieszkają u rodziny goszczącej. Program obejmuje dodatkowo około 5 seminariów prowadzonych przez wolontariuszy YFU. Odbywają się one przed wymianą, w jej trakcie oraz po powrocie do kraju rodzinnego

## YFU Polska
Pierwsza wymiana YFU w Polsce odbyła się w roku 1989 (Polska – Niemcy), a w roku 1993 program został zarejestrowany, jako "Młodzi dla Porozumienia Polska". Założycielką YFU w Polsce oraz jej wieloletnią przewodniczącą była Małgorzata Plewa, a od 1999 przewodniczącą jest Małgorzata Górzna. Obecnie polski program obejmuje wymianę młodzieży z: Argentyną, Austrią, Bułgarią, Chile, Chinami, Czechami, Danią, Estonią, Finlandią, Francją, Holandią, Indiami, Litwą, Meksykiem, Norwegią, Niemcami, Serbią, Słowacją, Szwajcarią, USA, Węgrami.